# Игнаваям
Игнаваям — река на северо-востоке полуострова Камчатка.
Длина реки — 21 км. Протекает по территории Олюторского района Камчатского края. Впадает в залив Анапка.

## Данные водного реестра
По данным государственного водного реестра России относится к Анадыро-Колымскому бассейновому округу.
Код объекта в государственном водном реестре — 19060000312120000008281.